# 아렌가리오궁

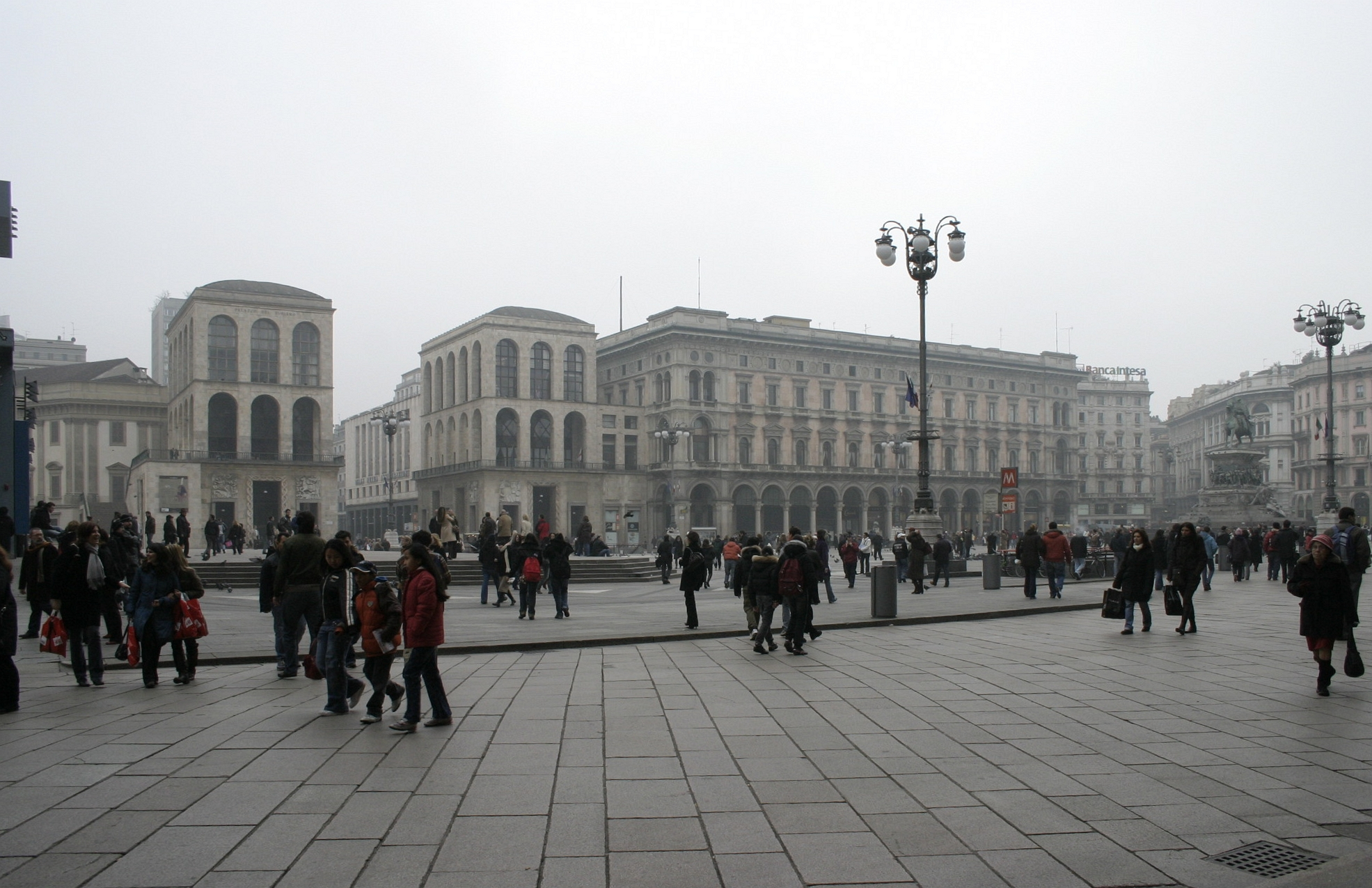
2007년 두오모 광장에서 본 아렌가리오궁 (좌측)

아렌가리오궁(이탈리아어: Palazzo dell'Arengario, 팔라초 델라렌가리오)는 이탈리아 밀라노의 중심부 두오모 광장에 위치한 건축물로, 20세기 초의 양식을 띈 지어진 두 개의 대칭형 건물이다. 1956년에 완공되었으며 현재는 20세기 미술을 다루는 노베첸토 박물관이 들어서 있다.
원래는 1930년대 이탈리아 파시즘 집권기에 설계된 건물로서, 파시스트 집권기의 지방 정부청사로 계획되었다. '아렌가리오' (arengario)라는 명칭은 이를 뜻한다.

## 역사
아렌가리오궁은 피에로 포르탈루피 (Piero Portaluppi), 조반니 무치오 (Giovanni Muzio), 피에르 줄리오 마지스트레티 (Pier Giulio Magistretti), 엔리코 아고스티노 그리피니 (Enrico Agostino Griffini)가 설계하였다. 아렌가리오궁은 두오모 광장 맞은편에 자리한 비토리오 에마누엘레 2세 갤러리아의 입구와 대칭을 이루도록 아치로 연결된 형태로 설계되었다. 1936년에 착공되었으나 수차례 지연을 겪었고 제2차 세계 대전 폭격으로 피해를 입었다. 최종적으로는 1956년에 완공되었다.
동쪽 동의 정면은 아르투로 마르티니가 제작한 부조 4점으로 장식되어 있다. 여러 개의 패널로 이루어진 부조들로서 기독교와 밀라노, 롬바르디아의 역사와 인물들을 묘사하고 있다. 그 가운데 가장 동쪽의 대성당을 마주보는 지점에는 꿈을 꾸는 콘스탄티누스 1세 (밀라노 칙령을 반포)의 모습을, 안쪽 패널에는 아리우스파의 반대에도 주교가 되기 위해 말을 타고 밀라노에 입성하는 암브로시우스의 모습을 담았다. 북쪽 패널에는 치열했던 레냐노 전투의 모습이, 가운데 패널에는 밀라노 스포르차가의 공작 4인의 초상이, 남쪽 패널에는 전염병에 걸린 사람들을 돌보는 카를로 보로메오의 모습이 그려져 있다. 4개 대문의 장식은 자코모 만추 (Giacomo Manzu)가 제작하였다.
2000년대에는 이탈로 로타와 파비오 포르나사리의 설계에 따라 복원사업이 이루어졌으며, 2010년에는 20세기 현대미술을 다루는 노베첸토 박물관이 개관하였다. 이곳은 미래주의 작가들의 작품을 대표로 전시하고 있다. 복원 과정에서 좌측동 정면에는 487m² 크기의 LED 화면으로 구성된 미디어 파사드가 설치되었다.